# Поза (ТВ серија)
Поза (енгл. Pose) америчка је телевизијска серија коју су створили Рајан Марфи, Бред Фалчак и Стивен Каналс за FX. Говори о њујоршкој ЛГБТ+ култури међу афроамеричким и латиноамеричким заједницама, током 1980-их и 1990-их.
Добила је изузетно позитивне рецензије критичара и освојила бројне награде, међу којима су Златни глобус за најбољу ТВ серију (драма), Златни глобус за најбољег главног глумца у ТВ серији (драма) и награда Еми за најбољег главног глумца у драмској серији. Серија је такође била номинована за награду Еми за најбољу драмску серију, а њена глумица постала прва трансродна особа која је номинована за награду Еми за најбољу главну глумицу у драмској серији.

## Премиса
Смештена је у 1987—1998. и прати „јукстапозицију неколико сегмената живота и друштва у Њујорку у то време”: свет афроамеричке и латиноамеричке културе, друштвену и књижевну сцену у центру града, успон јапи-миљеа и ХИВ-а.

## Епизоде
| Сезона | Сезона | Епизоде | Епизоде | Оригинално емитовање | Оригинално емитовање |
| Сезона | Сезона | Епизоде | Епизоде | Премијера            | Финале               |
| ------ | ------ | ------- | ------- | -------------------- | -------------------- |
|        | 1.     | 8       | 8       | 3. јун 2018.         | 22. јул 2018.        |
|        | 2.     | 10      | 10      | 11. јун 2019.        | 20. август 2019.     |
|        | 3.     | 8       | 8       | 2. мај 2021.         | 6. јун 2021.         |